# Helcom

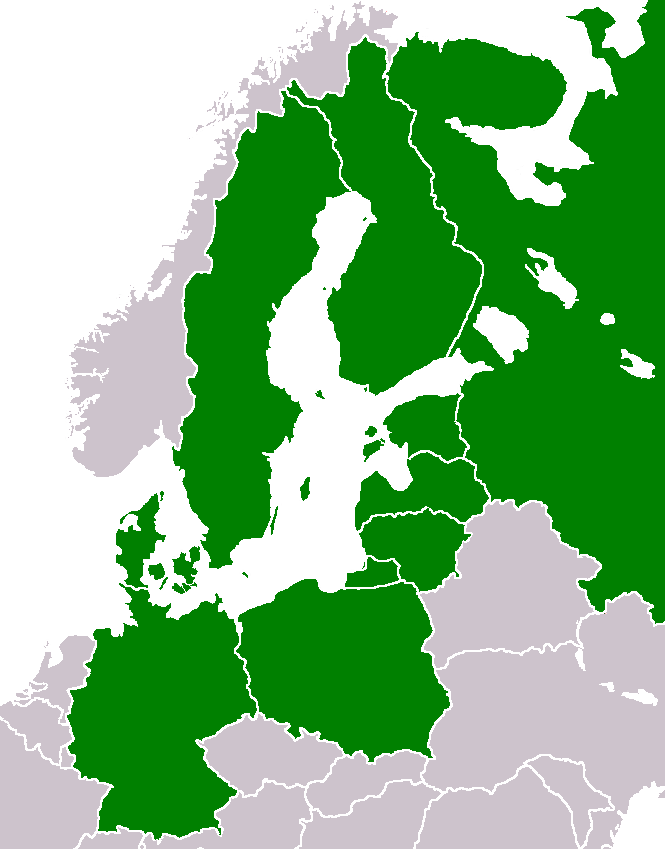
Carte des États-membre de HELCOM (sans la Commission européenne qui est également partenaire)

Le sigle « HELCOM » (ou « Helcom ») désigne la Commission internationale qui gère la Convention d'Helsinki, visant la protection de l'Environnement marin pour la zone de la mer Baltique. Les 9 pays entourant la Mer Baltique sont des parties prenantes de la Convention d´Helsinki ainsi que la Commission européenne. 
Sa mission est équivalente à celle de la Commission OSPAR qui traite elle de l'Atlantique Nord-Est. 